# Ралука Олару
Йоана Ралука Олару  — румунська тенісистка, яка спеціалізується в парній грі.
Олару мала успішну юніорську кар'єру. 
Вона грала в фіналах як одиночного так і парного розряду Відкритого чемпіонату Франції 2005 року серед дівчат і разом з Міхаелою Бузернеску виграла парний турнір Відкритого чемпіонату США 2006 року. 

## Фінали турнірів WTA

### Одиночний розряд: 1 фінал
| Результат | В–П | Дата     | Турнір                  | Категорія   | Поверхня | Супротивниця    | Рахунок  |
| --------- | --- | -------- | ----------------------- | ----------- | -------- | --------------- | -------- |
| Поразка   | 0–1 | Лип 2009 | Gastein Ladies, Австрія | Міжнародний | Ґрунт    | Андреа Петкович | 2–6, 3–6 |

### Пари: 18 (9 титулів)
| Результат | В–П | Дата     | Турнір                                | Категорія     | Поверхня     | Партнерка          | Супротивниці                                | Рахунок               |
| --------- | --- | -------- | ------------------------------------- | ------------- | ------------ | ------------------ | ------------------------------------------- | --------------------- |
| Поразка   | 0–1 | Лип 2008 | Budapest Grand Prix, Угорщина         | III категорія | Ґрунт        | Ванесса Генке      | Алізе Корне Жанетт Гусарова                 | 7–6(7–5), 1–6, [6–10] |
| Перемога  | 1–1 | Жов 2008 | Tashkent Open, Узбекистан             | IV категорія  | Хард         | Ольга Савчук       | Ніна Братчикова Катрін Верле                | 5–7, 7–5, [10–7]      |
| Перемога  | 2–1 | Лют 2011 | Mexican Open Acapulco, Мексика        | Міжнародний   | Хард         | Марія Коритцева    | Арантча Парра Сантонха Лурдес Домінгес Ліно | 5–7, 7–5, [10–7]      |
| Поразка   | 2–2 | Кві 2013 | Katowice Open, Польща                 | Міжнародний   | Ґрунт (зала) | Валерія Соловйова  | Лара Арруабаррена Лурдес Домінгес Ліно      | 4–6, 5–7              |
| Перемога  | 3–2 | Чер 2013 | Nuremberg Cup, Німеччина              | Міжнародний   | Ґрунт        | Валерія Соловйова  | Анна-Лена Гренефельд Квета Пешке            | 2–6, 7–6(7–3), [11–9] |
| Поразка   | 3–3 | Тра 2014 | Nuremberg Cup, Німеччина              | Міжнародний   | Ґрунт        | Шахар Пеєр         | Міхаелла Крайчек Кароліна Плішкова          | 0–6, 6–4, [6–10]      |
| Поразка   | 3–4 | Лип 2014 | Baku Cup, Азербайджан                 | Міжнародний   | Хард         | Шахар Пеєр         | Олександра Панова Гезер Вотсон              | 2–6, 6–7(3–7)         |
| Перемога  | 4–4 | Жов 2014 | Linz Open, Австрія                    | Міжнародний   | Хард (i)     | Анна Татішвілі     | Анніка Бек Каролін Гарсія                   | 6–2, 6–1              |
| Поразка   | 4–5 | Тра 2015 | Nuremberg Cup, Німеччина              | Міжнародний   | Ґрунт        | Лара Арруабаррена  | Чжань Хаоцін Анабель Медіна Ґарріґес        | 4–6, 6–7(5–7)         |
| Поразка   | 4–6 | Кві 2016 | Morocco Open, Марокко                 | Міжнародний   | Ґрунт        | Татьяна Марія      | Ксенія Кнолль Александра Крунич             | 3–6, 0–6              |
| Перемога  | 5–6 | Жов 2016 | Tashkent Open, Узбекистан (2)         | Міжнародний   | Хард         | Іпек Сойлу         | Демі Схюрс Рената Ворачова                  | 7–5, 6–3              |
| Поразка   | 5–7 | Січ 2017 | Shenzhen Open, КНР                    | Міжнародний   | Хард         | Ольга Савчук       | Андреа Главачкова Пен Шуай                  | 1–6, 5–7              |
| Перемога  | 6–7 | Січ 2017 | Hobart International, Австралія       | Міжнародний   | Хард         | Ольга Савчук       | Габріела Дабровскі Ян Чжаосюань             | 0–6, 6–4, [10–5]      |
| Перемога  | 7–7 | Лип 2017 | Bucharest Open, Румунія               | Міжнародний   | Ґрунт        | Ірина-Камелія Бегу | Елізе Мертенс Демі Схюрс                    | 6–3, 6–3              |
| Перемога  | 8–7 | Тра 2018 | Morocco Open, Марокко                 | Міжнародний   | Ґрунт        | Ганна Блінкова     | Жоржина Гарсія Перес Фанні Штоллар          | 6–4, 6–4              |
| Перемога  | 9–7 | Тра 2018 | Internationaux de Strasbourg, Франція | Міжнародний   | Ґрунт        | Міхаела Бузернеску | Надія Кіченок Анастасія Родіонова           | 7–5, 7–5              |
| Поразка   | 9–8 | Вер 2018 | Tashkent Open, Узбекистан             | Міжнародний   | Хард         | Ірина-Камелія Бегу | Ольга Данилович Тамара Зіданшек             | 5–7, 3–6              |
| Поразка   | 9–9 | Жов 2018 | Kremlin Cup, Росія                    | Прем'єрний    | Хард (i)     | Дарія Юрак         | Олександра Панова Лаура Зігемунд            | 2–6, 6–7(2–7)         |

## Фінали турнірів WTA 125K

### Пари: 1 фінал
| Результат | В–П | Дата     | Турнір           | Поверхня | Партнерка  | Супротивниці               | Рахунок  |
| --------- | --- | -------- | ---------------- | -------- | ---------- | -------------------------- | -------- |
| Поразка   | 0–1 | Тра 2016 | WTA Bol, Croatia | Ґрунт    | Іпек Сойлу | Ксенія Кнолль Петра Мартич | 3–6, 2–6 |